# Смисловие галюцинации
Смисловие галюцинации (на руски: Смысловые галлюцинации) е руска рок група от Екатеринбург(преди гр. Свердловск). Свирят предимно алтернативен рок. Групата е основана на 21 август 1989 година като е част от Сведловския рок клуб до разпадането му през 1990 г. Набират популярност с албума „3000“, издаден през 2000 година. Сред най-големите им хитове са: „Вечно молодой“ (саундтрак към филма Брат 2), Звезды 3000, Волшебный мир и др.
Басистът на групата Николай Ротов има страничен проект, в който изпълнява хумористични песни. Някои от тях се изпълняват и на концертите на Смисловие галюцинации.

## Албуми
- Разлука NOW – 1996
- Здесь и сейчас – 1997
- Акустическая юность – 1999
- 3000 – 2000
- Лёд 9 – 2001
- De Luxe Collection (сборник) – 2002
- Обратная сторона Земли – 2003
- 66 rus (сборник) – 2004
- Большие планы – 2005
- Сердца и моторы – 2008
- Смысловые Галлюцинации & Rotoff – Парный Прогон – 2011
- Жизнь удалась (Rotoff) – 2011
- Сделано в темноте – 2011
- Лучшие песни! (Новая коллекция) – 2012